# نویشوناو
نویشوناو (به آلمانی: Neuschönau) یک شهر در آلمان است که در بایرن واقع شده‌است.

## خصوصیات
نویشوناو ۲۷٫۵۴ کیلومترمربع مساحت دارد ۶۵۰-۱٬۳۵۰ متر بالاتر از سطح دریا واقع شده‌است.

## نگارخانه

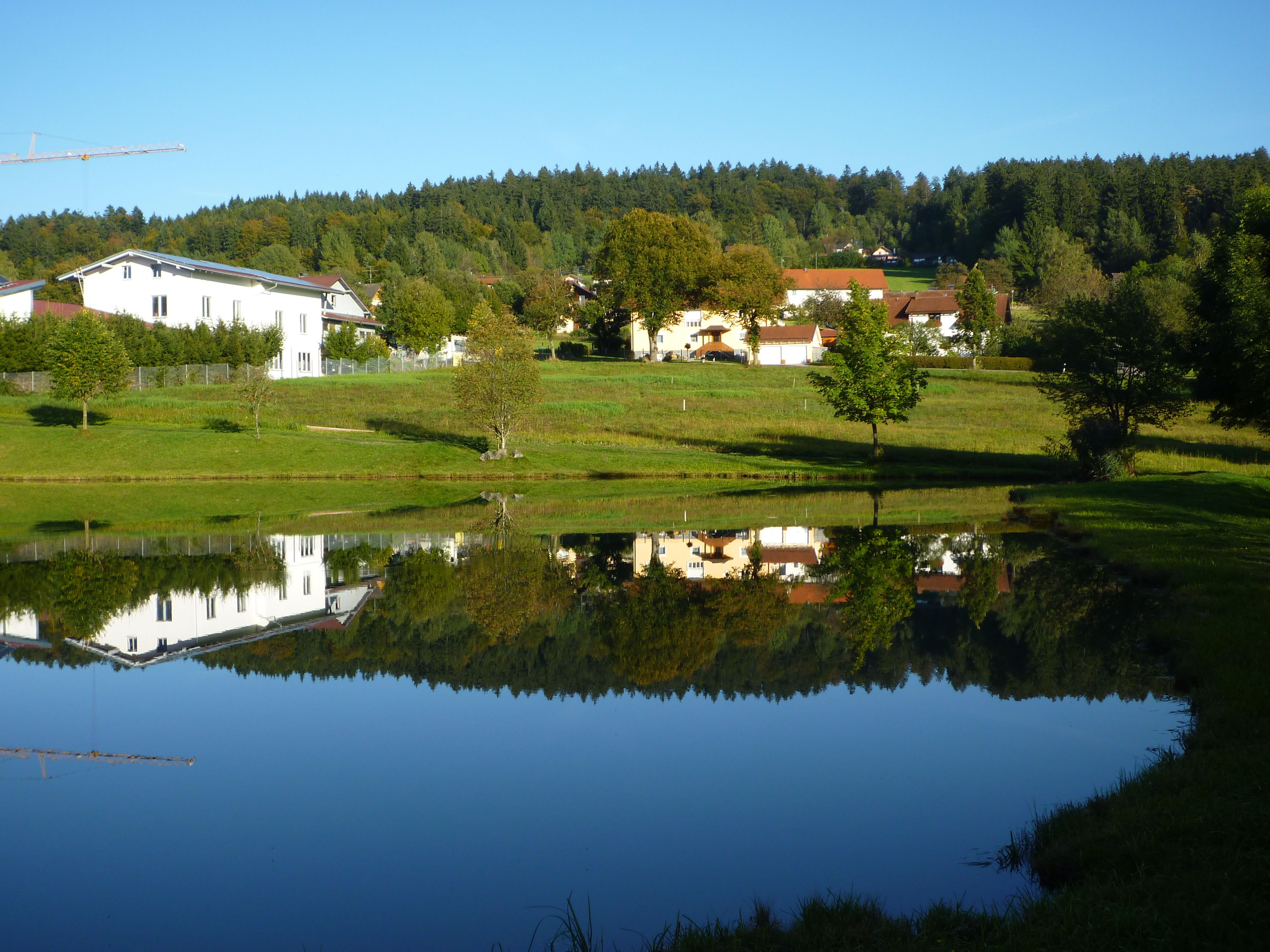
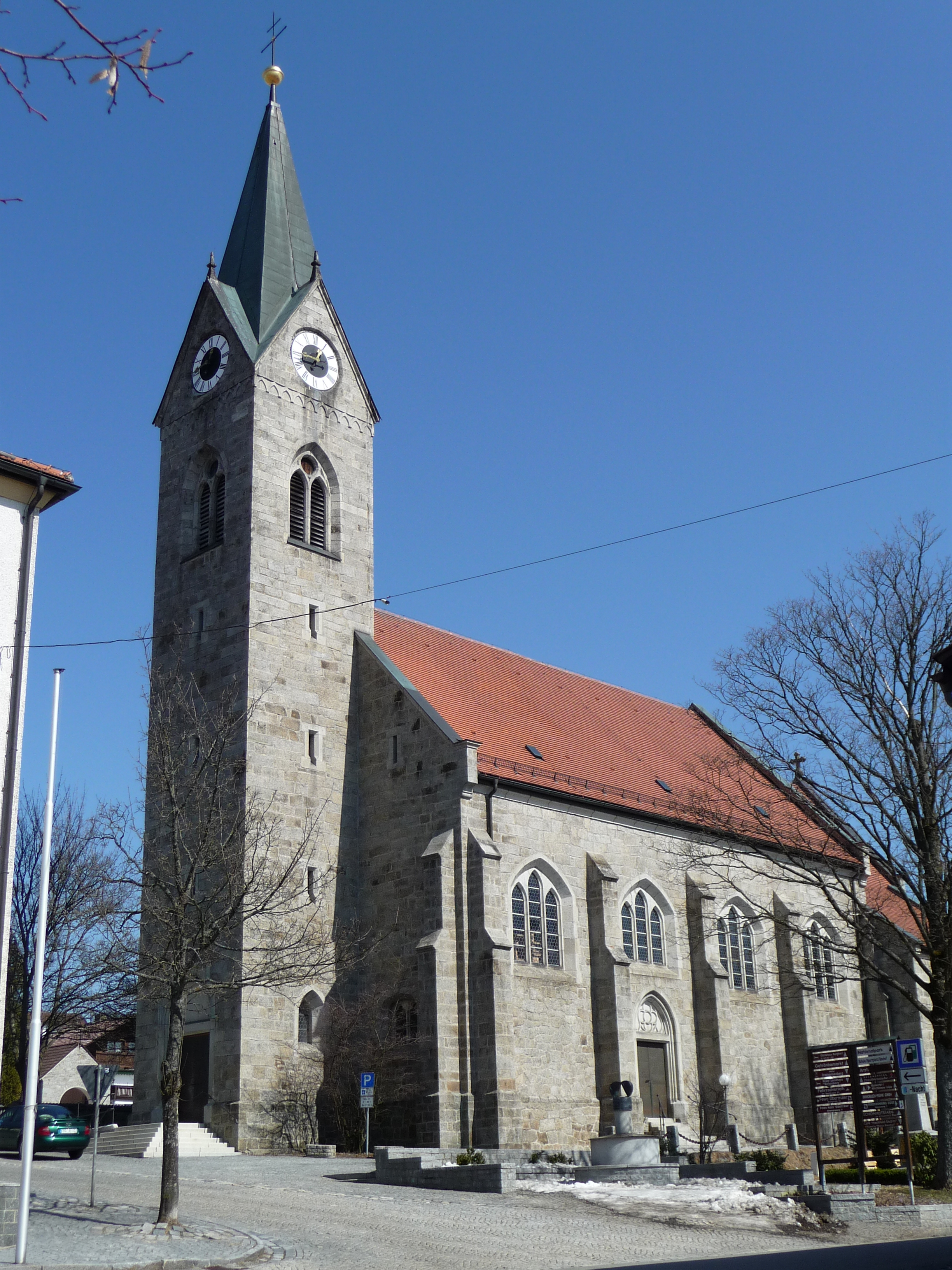
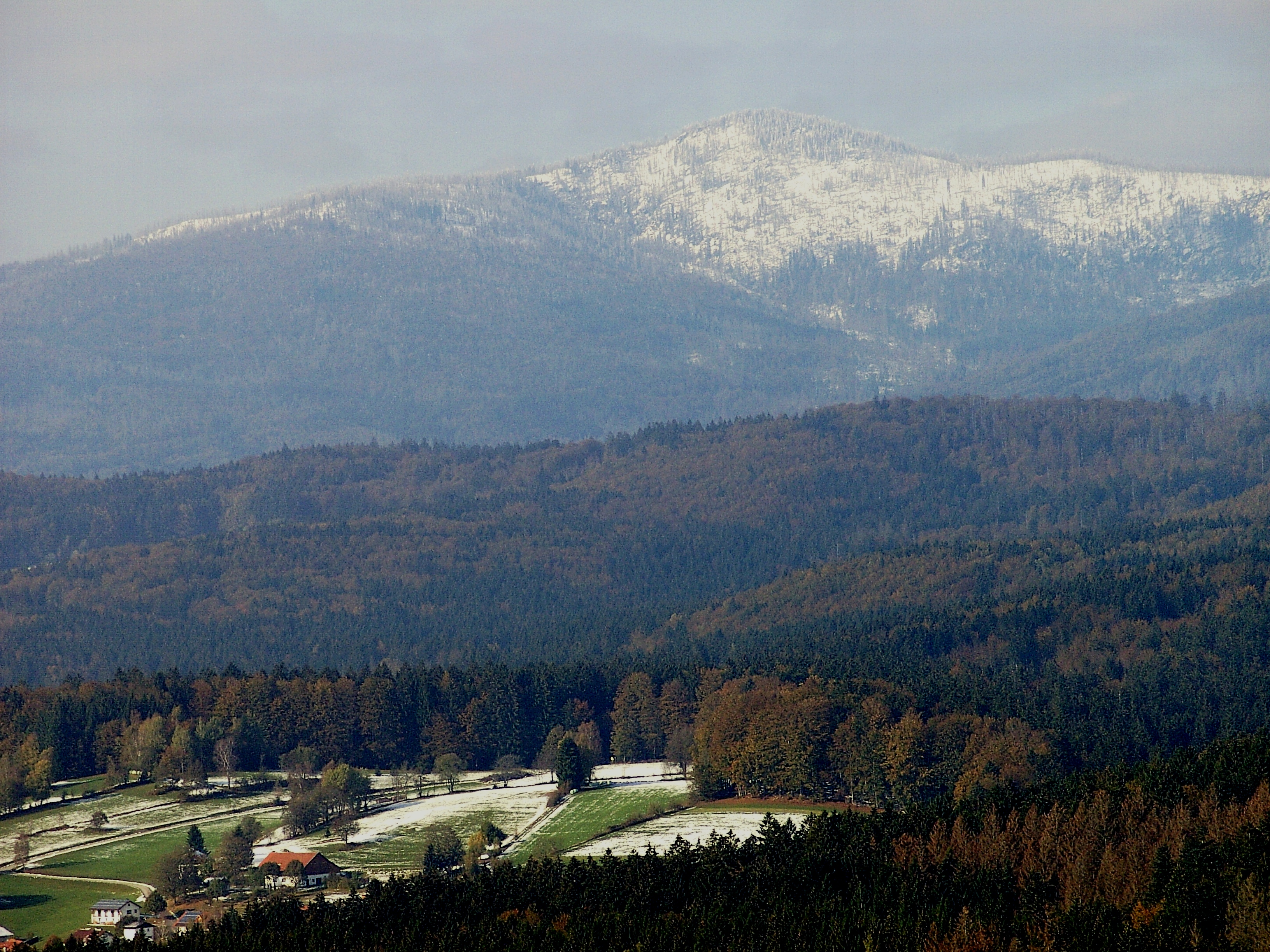
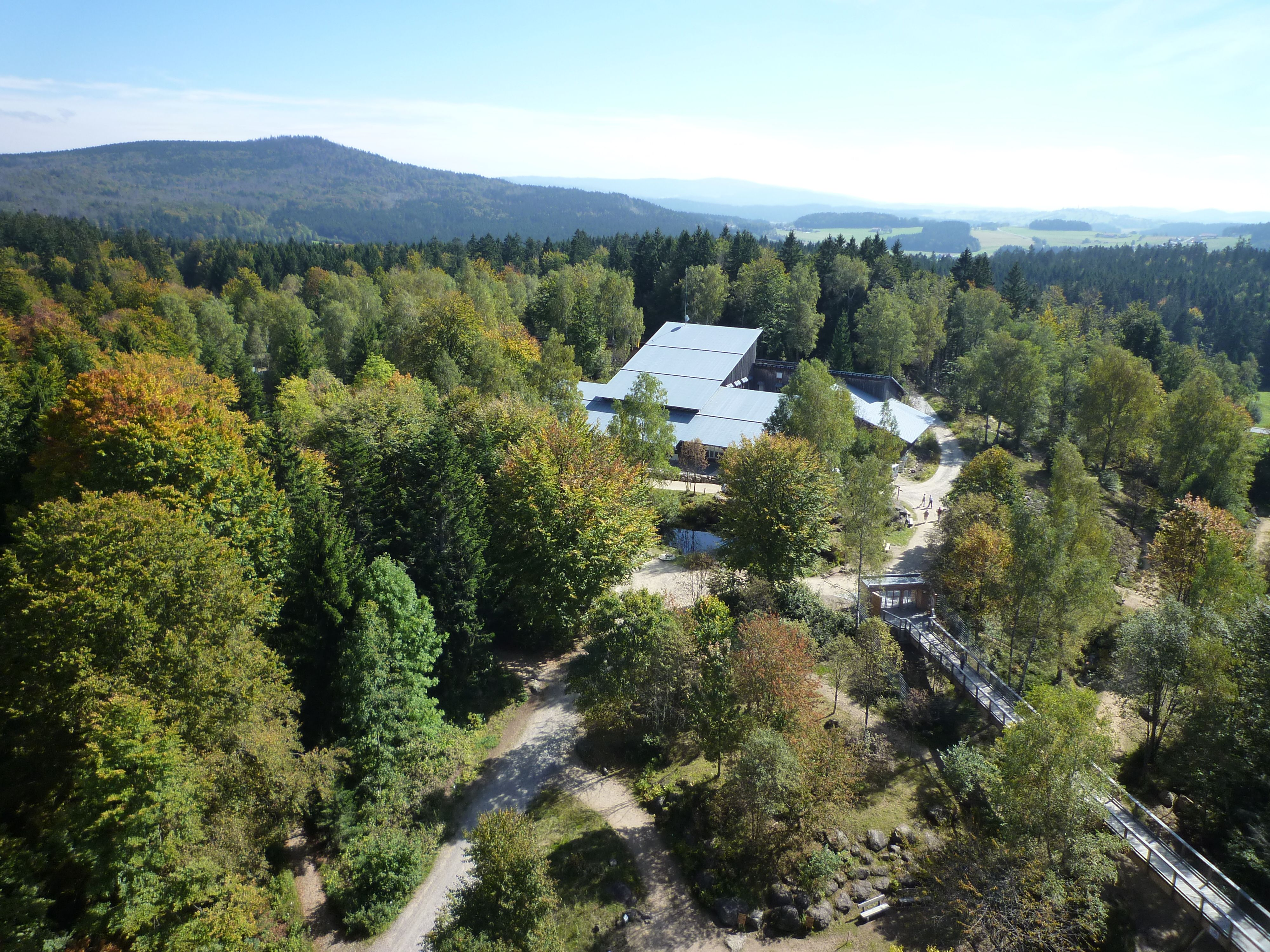
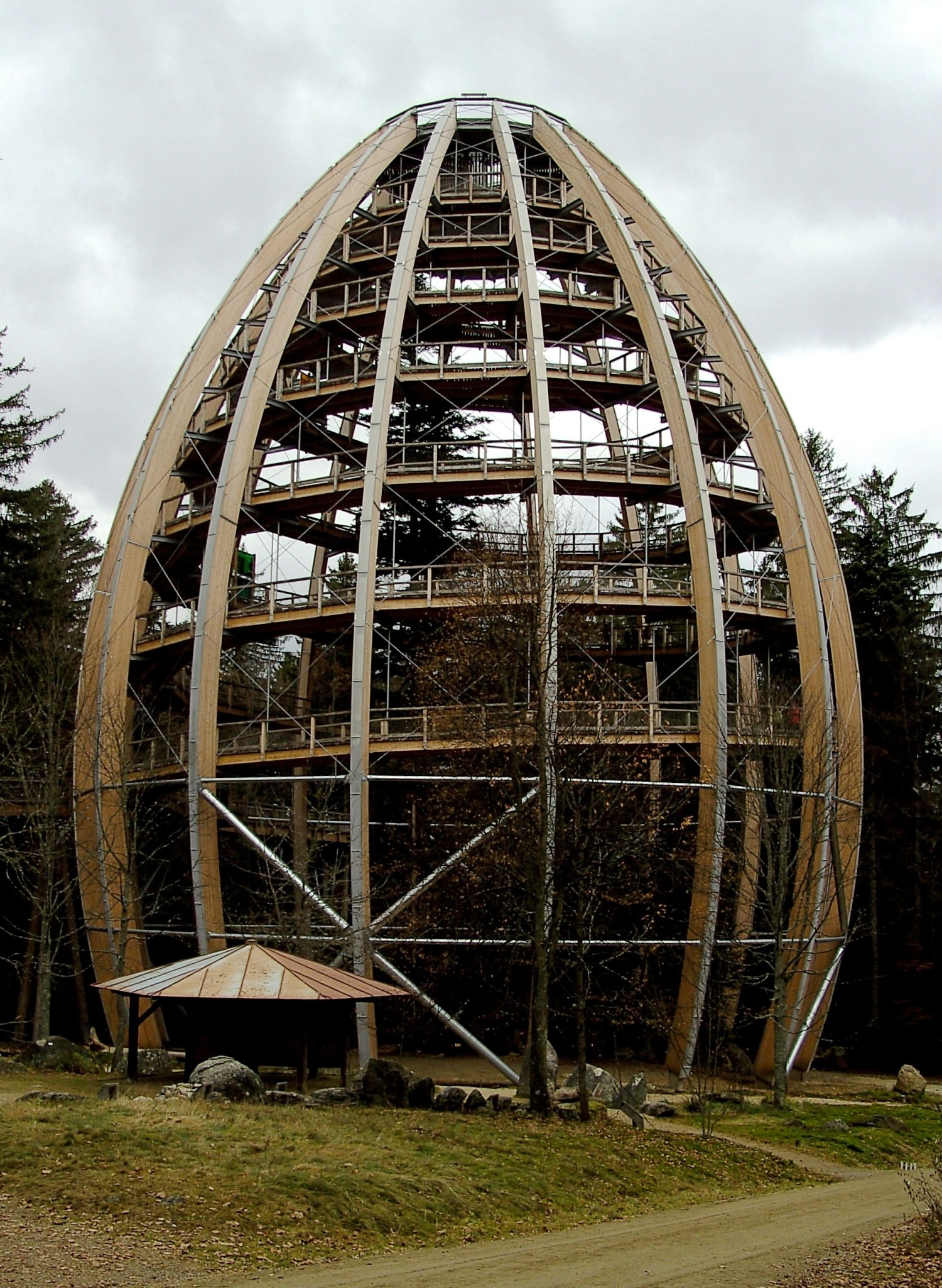
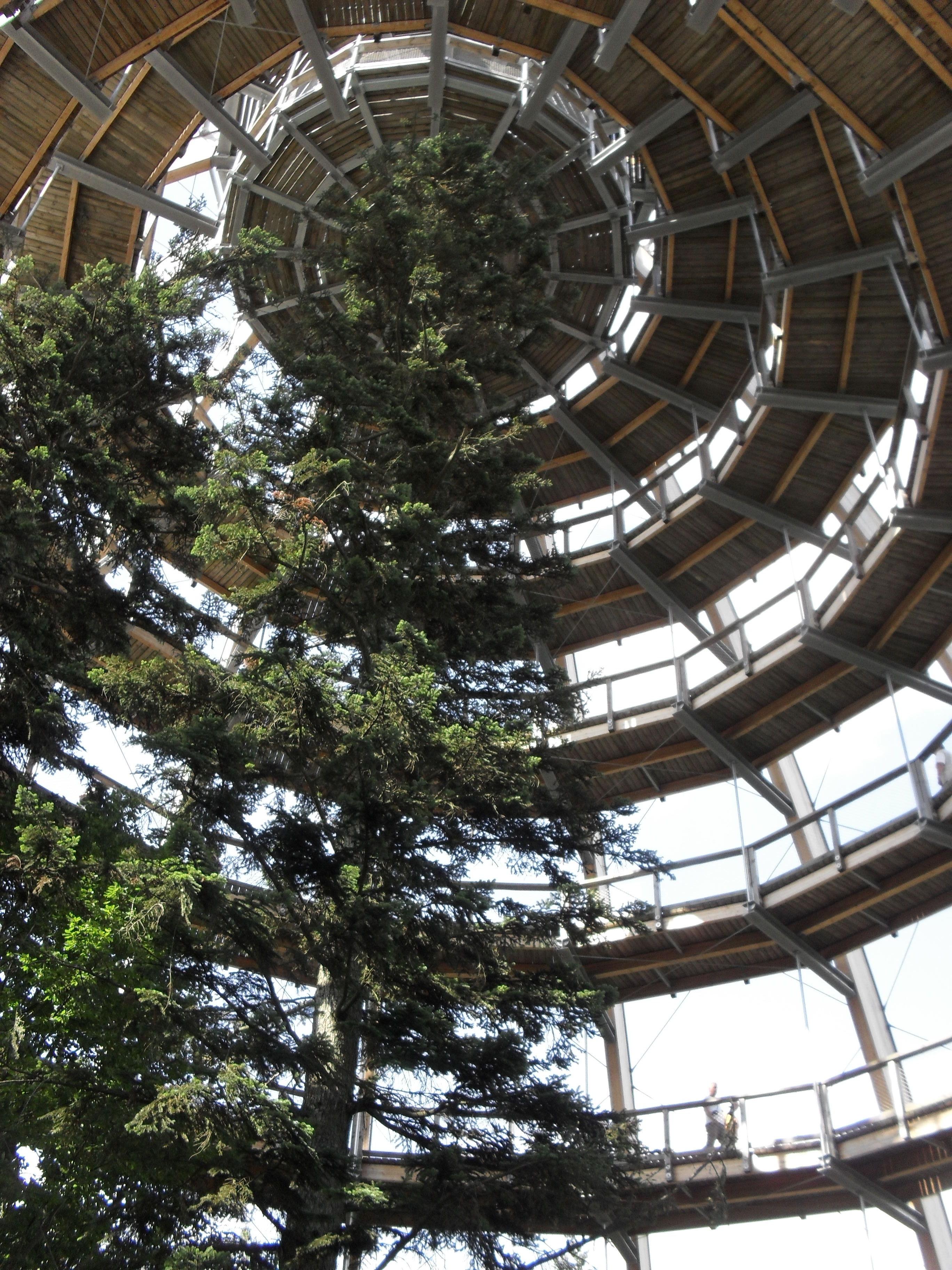
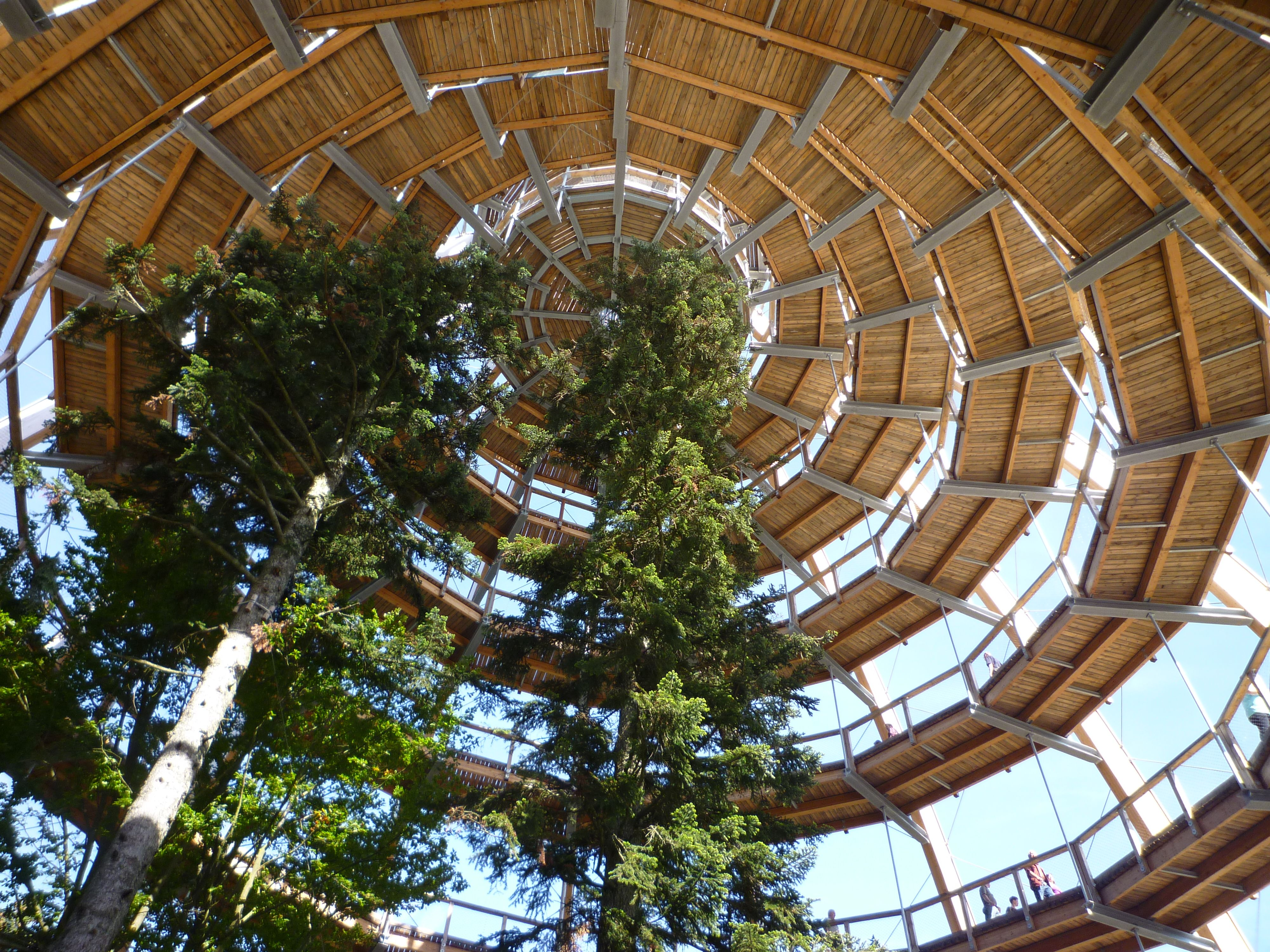